# Wimbledon Championships 1880
Die vierten Wimbledon Championships fanden im Juli 1880 auf dem Gelände des All England Lawn Tennis and Croquet Club statt. Mit insgesamt 60 Spielern konnte ein Teilnehmerrekord verzeichnet werden, der bis 1904 nicht geschlagen werden konnte. Der Eintrittspreis für Zuschauer, bisher ein Schilling, wurde in den letzten 10 Tagen des Turniers auf eine Halbe Krone erhöht.
Beim Finale, der Challenge Round, waren etwa 1.300 Zuschauer anwesend.
Die Regeln wurden erneut überarbeitet: Falls ein Aufschlag die Netzkante berührte, und anschließend ins Aufschlagfeld fiel, durfte er wiederholt werden. Die Spieler durften nicht mehr das Netz mit dem Schläger berühren, oder den Ball schlagen, bevor er das Netz überschritten hatte. Ein Spieler konnte vor dem Match beantragen, dass nach jedem Spiel ein Seitenwechsel stattfindet. Die Höhe des Netzes an den Pfosten wurde auf vier Fuß (1,45 m) gesenkt. Die Aufschlaglinie wurden auf 21 Fuß ans Netz herangerückt, wodurch die Aufschlagfelder ihre heutige Größe erhielten. Auch das Gewicht des Balls wurde festgelegt.

## Herreneinzel
Der Vorjahressieger John Hartley konnte seinen Titel gegen Herbert Lawford verteidigen. Lawford hatte zuvor im All-Comers-Finale Otway Edward Woodhouse geschlagen.